# Liste der Biografien/Wun
Liste der Biografien |
Portal Biografien |
Personensuche
# |
A |
B |
C |
D |
E |
F |
G |
H |
I |
J |
K |
L |
M |
N |
O |
P |
Q |
R |
S |
T |
U |
V |
W |
X |
Y |
Z |
?
 
Wa |
Wc |
Wd |
We |
Wh |
Wi |
Wj |
Wl |
Wn |
Wo |
Wr |
Ws |
Wt |
Wu |
Ww |
Wy |
Wz
 
Wua |
Wub |
Wuc |
Wud |
Wue |
Wuf |
Wug |
Wuh |
Wui |
Wuj |
Wuk |
Wul |
Wum |
Wun |
Wuo |
Wup |
Wur |
Wus |
Wut |
Wuw |
Wuy |
Wuz
Die Liste der Biografien führt alle Personen auf, die in der deutschsprachigen Wikipedia einen Artikel haben. Dieses ist eine Teilliste mit 286 Einträgen von Personen, deren Namen mit den Buchstaben „Wun“ beginnt.

## Wun
- Wun Two (* 1985), deutscher Hip-Hop-Produzent

### Wuna
- Wuna, katholische Heilige

### Wunb
- Wunberg, Gotthart (1930–2020), deutscher Literaturhistoriker und Germanist

### Wund
- Wund, Josef (1938–2017), deutscher Architekt und Unternehmer
- Wunder, Alois (1878–1974), deutscher Politiker (parteilos), Oberbürgermeister der Stadt Pasing (heute Stadtteil von München)
- Wunder, Annett (* 1976), deutsche Richterin der Sozialgerichtsbarkeit und Verfassungsrichterin
- Wunder, Bernd (1938–2025), deutscher Hochschullehrer für Neuere Geschichte
- Wunder, Dieter (* 1936), deutscher Lehrer und Gewerkschafter
- Wunder, Dietmar (* 1965), deutscher Schauspieler, Synchronsprecher, Dialogregisseur und DialogbuchautorDietmar Wunder (* 1965)

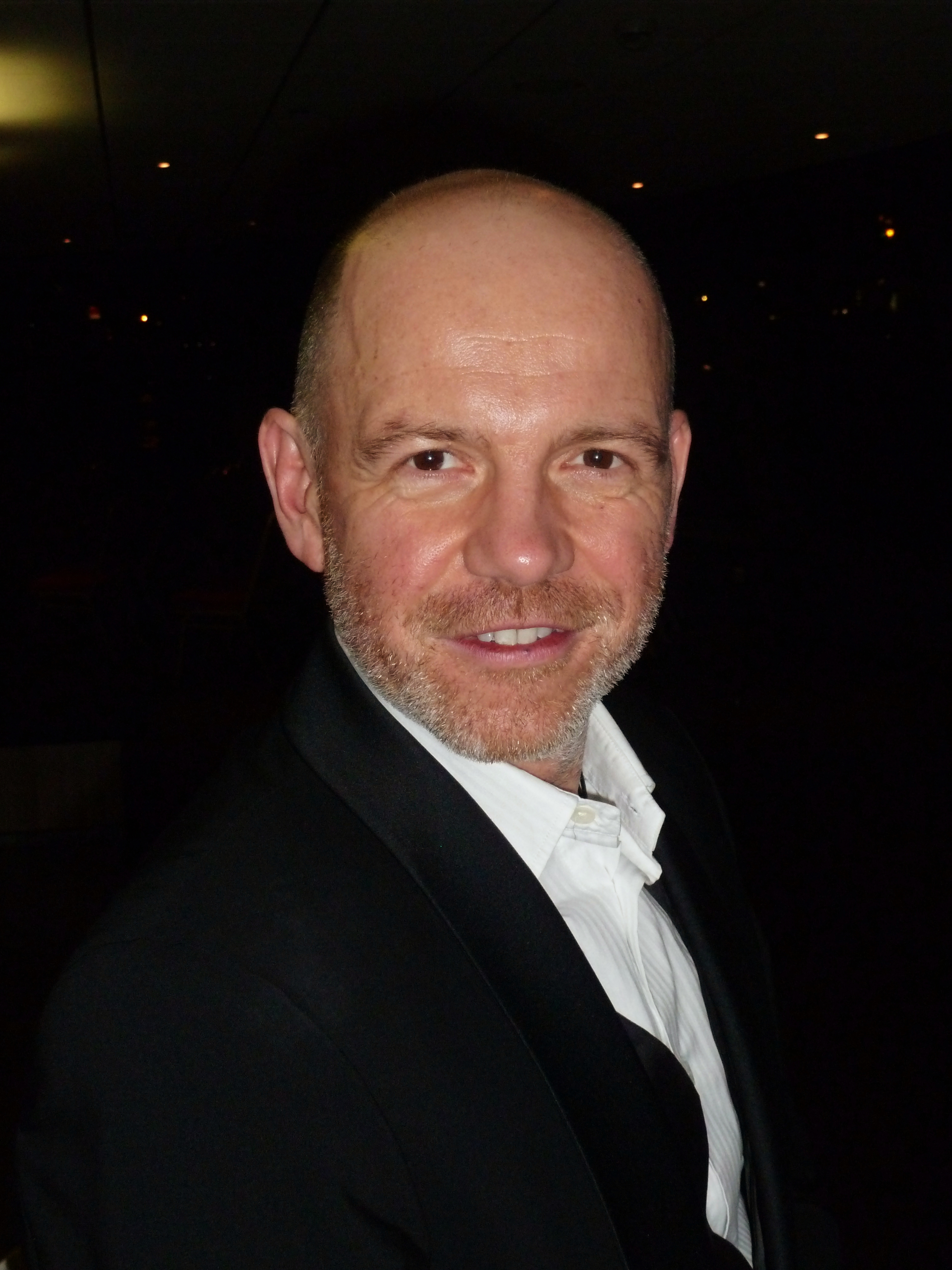
Dietmar Wunder (* 1965)

- Wunder, Edgar (* 1969), deutscher Sozialwissenschaftler, Geograph, Anomalist und Politiker (Die Linke)
- Wunder, Eduard (1800–1869), deutscher Philologe
- Wunder, Eske (* 1977), deutsche Sängerin und Moderatorin
- Wunder, Friedrich (1815–1893), deutscher Lithograf und Fotograf
- Wunder, George (1912–1987), US-amerikanischer Comiczeichner und Comicautor
- Wunder, Gerd (1908–1988), deutscher Bibliothekar und Landeshistoriker
- Wunder, Gerrit, österreichischer Filmkomponist
- Wunder, Gottfried (1912–1972), österreichischer Politiker (ÖVP), Landtagsabgeordneter, Abgeordneter zum Nationalrat
- Wunder, Gustav (1830–1885), deutscher Chemiker und Professor
- Wunder, Hans (1886–1962), österreichischer Maler, Grafiker und Hauptschullehrer
- Wunder, Heide (* 1939), deutsche Historikerin
- Wunder, Ingeborg (1924–2023), deutsche Pianistin und Hochschullehrerin
- Wunder, Ingolf (* 1985), österreichischer Pianist, Dirigent, Komponist und UnternehmerIngolf Wunder (* 1985)

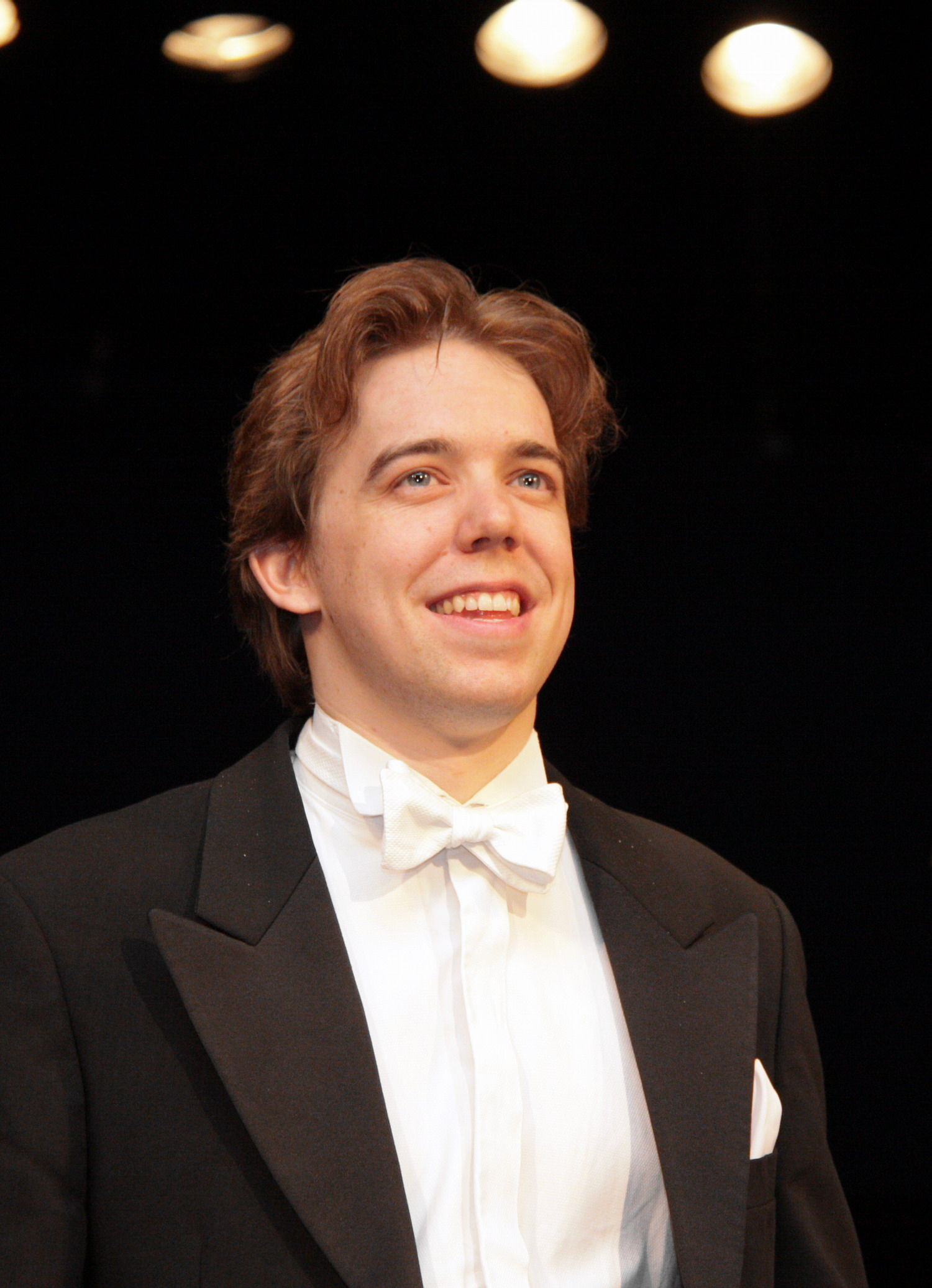
Ingolf Wunder (* 1985)

- Wunder, Karl Friedrich (1849–1924), deutscher Fotograf und Verleger
- Wunder, Klaus (1950–2024), deutscher Fußballspieler
- Wunder, Klaus (* 1957), deutscher Fußballspieler
- Wunder, Ludwig (1878–1949), Reformpädagoge
- Wunder, Michael (* 1952), deutscher Psychologe und Psychotherapeut
- Wunder, Nikolaus (1802–1881), österreichischer Apotheker und Politiker, Vizebürgermeister von Graz
- Wunder, Olaf (* 1964), deutscher Journalist
- Wunder, Otto (1844–1921), Fotograf in Hannover
- Wunder, Richard (* 1984), liechtensteinischer Bobfahrer
- Wunder, Stephanie (* 1991), deutsche Kinderbuchillustratorin
- Wunder, Thomas (* 1969), deutscher Wirtschaftswissenschaftler und Berater
- Wunder, Wilhelm (1898–1991), deutscher Zoologe und Ichthyologe
- Wunder, Wilhelm Ernst (1713–1787), deutscher Maler und fürstlicher Hofmaler am markgräflichen Hof zu Bayreuth
- Wunderbaldinger, Franz (1927–2023), österreichischer Diplomat
- Wunderbaldinger, Patrick (* 1983), österreichischer Fußballspieler
- Wunderer, Anton (1850–1906), österreichischer Hornist, Korrepetitor und Komponist
- Wunderer, Hans, württembergischer Baumeister (Pfaffenhofen)
- Wunderer, Hans (1912–1994), österreichischer Zahnmediziner
- Wunderer, Hartmann (1950–2016), deutscher Geschichtsdidaktiker, Lehrer und Autor
- Wunderer, Richard (1947–2009), österreichischer Schriftsteller
- Wunderer, Rolf (* 1937), deutscher Wirtschaftswissenschaftler
- Wunderer, Willibald (1739–1799), Maler des Barocks
- Wunderink, Roelof (* 1948), niederländischer Automobilrennfahrer
- Wunderl, Patrizia (* 1985), österreichische Kabarettistin
- Wunderle, Georg (1881–1950), deutscher Theologe und Philosoph
- Wunderle, Markus (* 1968), deutscher Tauzieher
- Wunderle, Vic (* 1976), US-amerikanischer Bogenschütze
- Wunderli, Armin (* 1973), freikirchlicher Theologe
- Wunderli, Karl (1881–1961), Schweizer Landwirt und Politiker
- Wunderli, Peter (1938–2019), Schweizer Romanist
- Wunderli-Allenspach, Heidi (* 1947), Schweizer Biologin und Biopharmazeutin
- Wunderlich, Agathon (1810–1878), deutscher Rechtsgelehrter und Oberappellationsgerichtsrat
- Wunderlich, Alfred (1901–1963), deutscher Politiker (NDP, NDPD), MdV
- Wunderlich, Ann (* 1970), US-amerikanische Tennisspielerin
- Wunderlich, Bernd (* 1957), deutscher Fußballspieler
- Wunderlich, Bernd (* 1958), deutscher Eiskunstläufer
- Wunderlich, Bruno (1848–1909), deutscher Kaufmann, Unternehmer, Rittergutsbesitzer und Generalkonsul
- Wunderlich, Carl Reinhold August (1815–1877), deutscher Internist
- Wunderlich, Carl Wilhelm (1839–1893), deutscher Unternehmer und engagierter Bürger der Stadt Meerane
- Wunderlich, Christian (1806–1871), deutscher Mediziner und Oberamtsarzt
- Wunderlich, Christian (* 1979), deutscher Schauspieler und Sänger
- Wunderlich, Christian Gottlieb (1780–1843), deutscher Theologe und Lehrer
- Wunderlich, Claudia (* 1956), deutsche Handballspielerin
- Wunderlich, Claus (1951–2012), deutscher Diplomat
- Wunderlich, Dieter (* 1937), deutscher Linguist
- Wunderlich, Edmund (1902–1985), Schweizer Kunstmaler und Alpinist
- Wunderlich, Ehrhardt Friedrich (1830–1895), deutscher methodistischer Missionar und Liederdichter
- Wunderlich, Erhard (1956–2012), deutscher HandballspielerErhard Wunderlich (1956–2012)

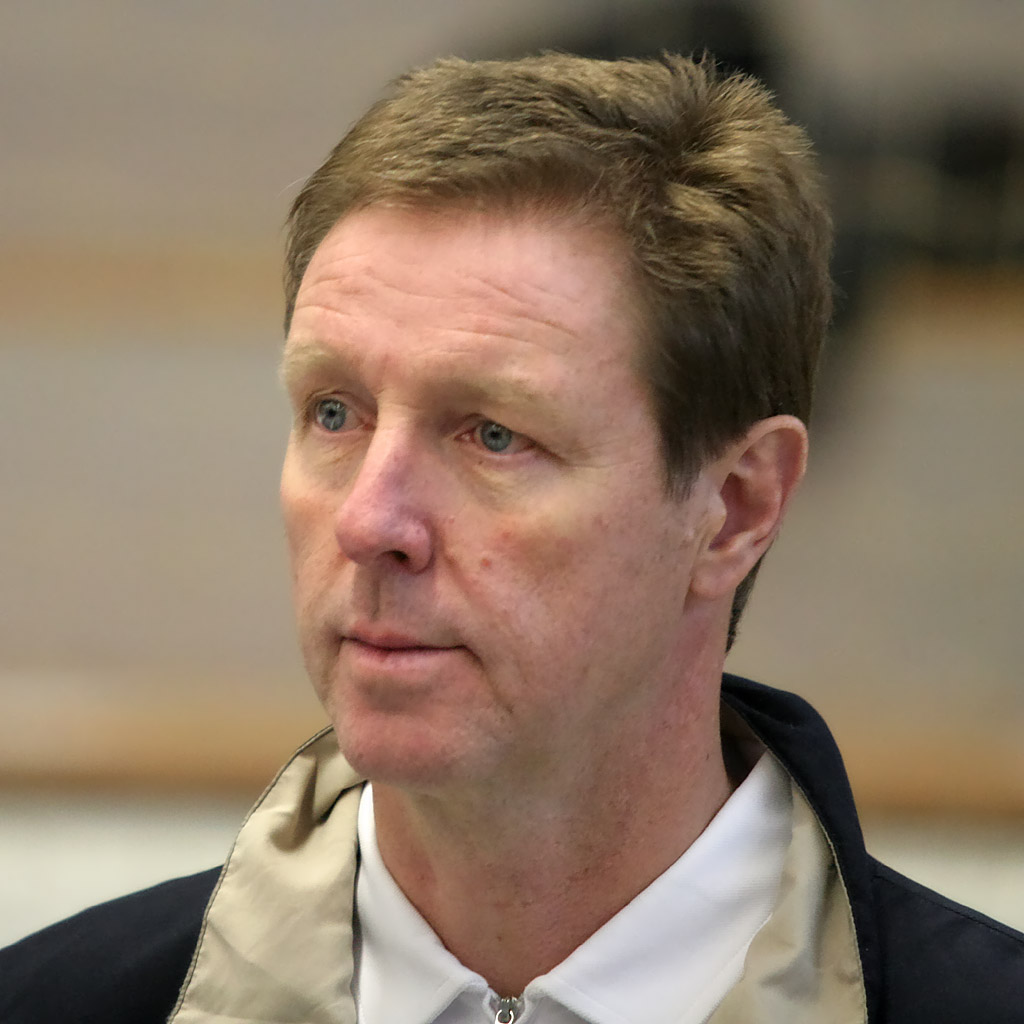
Erhard Wunderlich (1956–2012)

- Wunderlich, Eric (* 1970), US-amerikanischer Schwimmer
- Wunderlich, Eric (* 1988), deutscher Eishockeyspieler
- Wunderlich, Erich (1889–1945), deutscher Geograf, Hochschullehrer und Sachbuchautor, Redakteur und Herausgeber
- Wunderlich, Ernst (1898–1978), deutscher Richter in Ostpreußen, Generalrichter der Wehrmacht, Rechtsanwalt in Wiesbaden
- Wunderlich, Ernst Karl Friedrich (1783–1816), deutscher Klassischer Philologe
- Wunderlich, Franz (* 1963), deutscher Fußballspieler
- Wunderlich, Frieda (1884–1965), deutsche Wirtschaftswissenschaftlerin, Hochschullehrerin und Politikerin (DDP, DStP)
- Wunderlich, Friedrich (1896–1990), deutscher Geistlicher, Bischof der Bischöflichen Methodistenkirche
- Wunderlich, Fritz (1930–1966), deutscher Opernsänger (Lyrischer Tenor)Fritz Wunderlich (1930–1966)

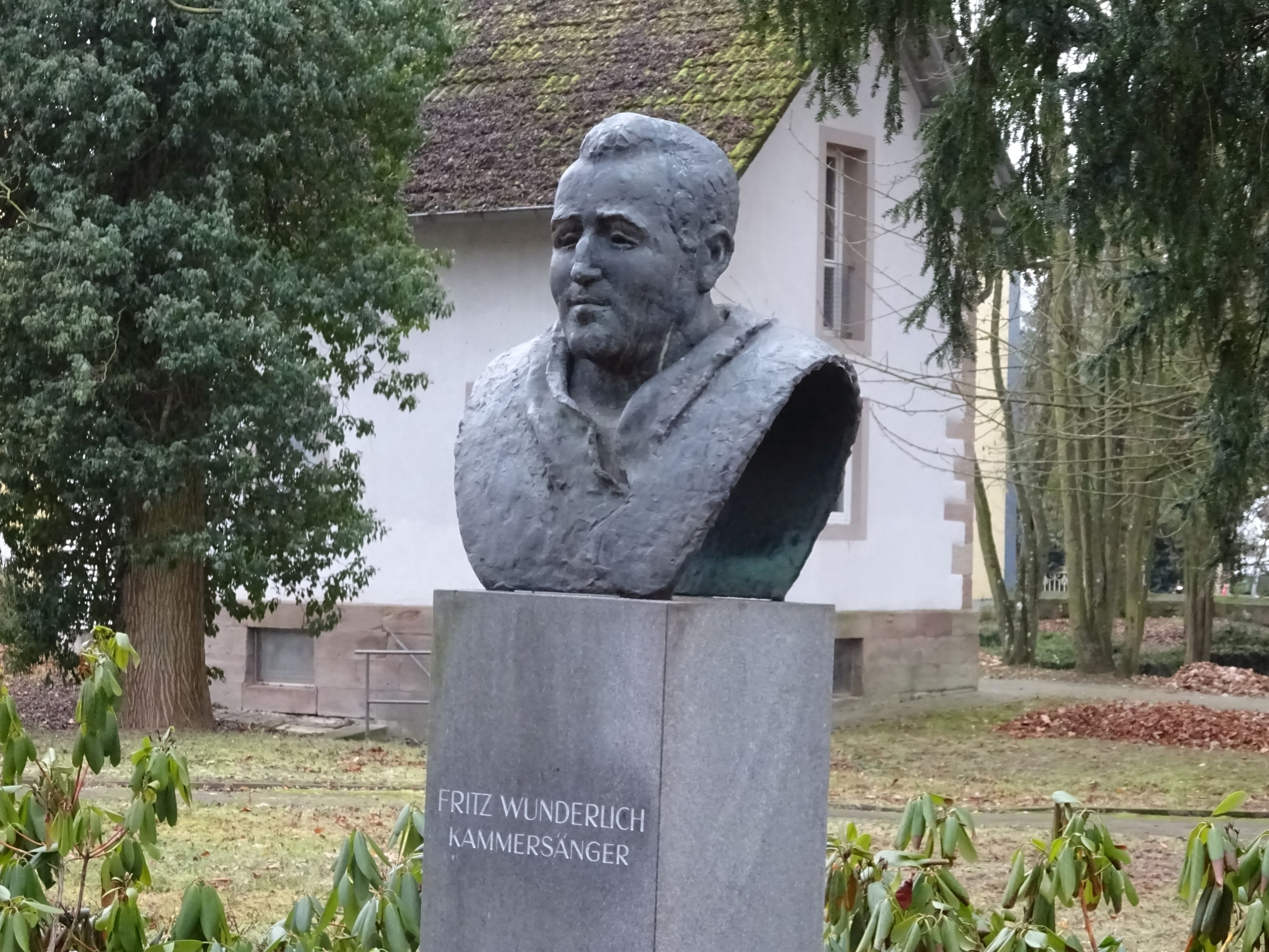
Fritz Wunderlich (1930–1966)

- Wunderlich, Georg (1893–1963), deutscher Fußballnationalspieler und -trainer
- Wunderlich, Gert (1933–2023), deutscher Schriftgestalter und Typograf
- Wunderlich, Gert (* 1944), deutscher Politiker (CDU), MdV, MdL
- Wunderlich, Gottfried (1689–1749), deutscher Maler
- Wunderlich, Günter (* 1925), deutscher Fußballspieler
- Wunderlich, Hans (1899–1977), deutscher Journalist und Politiker (SPD), MdPR
- Wunderlich, Hans Georg (1928–1974), deutscher Geologe
- Wunderlich, Hans-Joachim (1918–1998), deutscher Dirigent und Filmkomponist
- Wunderlich, Heinz (1907–1990), deutscher Mediziner und Bühnenschriftsteller
- Wunderlich, Heinz (1919–2012), deutscher Organist, Hochschullehrer und Komponist
- Wunderlich, Helfried (1930–1969), deutscher Badmintonspieler
- Wunderlich, Helmut (1919–1994), deutscher Politiker (SED), MdV, Minister für Allgemeinen Maschinenbau der DDR
- Wunderlich, Hermann (1858–1916), deutscher Germanist und Bibliothekar
- Wunderlich, Hermann (1899–1981), deutscher Architekt
- Wunderlich, Inge (1933–2017), deutsche Malerin und Grafikerin
- Wunderlich, Jerry (1925–1999), US-amerikanischer Szenenbildner
- Wunderlich, Johann Georg (1755–1819), deutscher Flötist, Hochschullehrer und Komponist
- Wunderlich, Johannes (1876–1935), deutscher Jurist und Politiker (DVP), MdR
- Wunderlich, Jörg (* 1939), deutscher Arachnologe
- Wunderlich, Jörg (* 1962), deutscher Fußballspieler
- Wunderlich, Jörn (* 1960), deutscher Politiker (Die Linke), MdB
- Wunderlich, Josef (1728–1793), böhmischer Erfinder
- Wunderlich, Jürgen (* 1956), deutscher Geograph
- Wunderlich, Karl (* 1907), deutscher Fußballspieler und Fußballtrainer
- Wunderlich, Karl Friedrich (1768–1846), deutscher Jurist und Hochschullehrer
- Wunderlich, Katja, deutsche Hörfunk- und Fernsehmoderatorin
- Wunderlich, Klaus (1931–1997), deutscher Musiker
- Wunderlich, Klaus (* 1951), deutscher Eisschnellläufer
- Wunderlich, Ludwig (1859–1933), deutscher Zoologe und Zoodirektor in Köln
- Wunderlich, Luise (* 1967), deutsche Chanteuse und Rezitatorin
- Wunderlich, Magdalena (* 1952), deutsche Kanutin
- Wunderlich, Marvin (1937–2013), US-amerikanischer Mathematiker
- Wunderlich, Mike (* 1986), deutscher Fußballspieler und -trainer
- Wunderlich, Oskar (1846–1914), preußischer Generalleutnant
- Wunderlich, Paul (1927–2010), deutscher Maler, Zeichner, Bildhauer und GrafikerPaul Wunderlich (1927–2010)

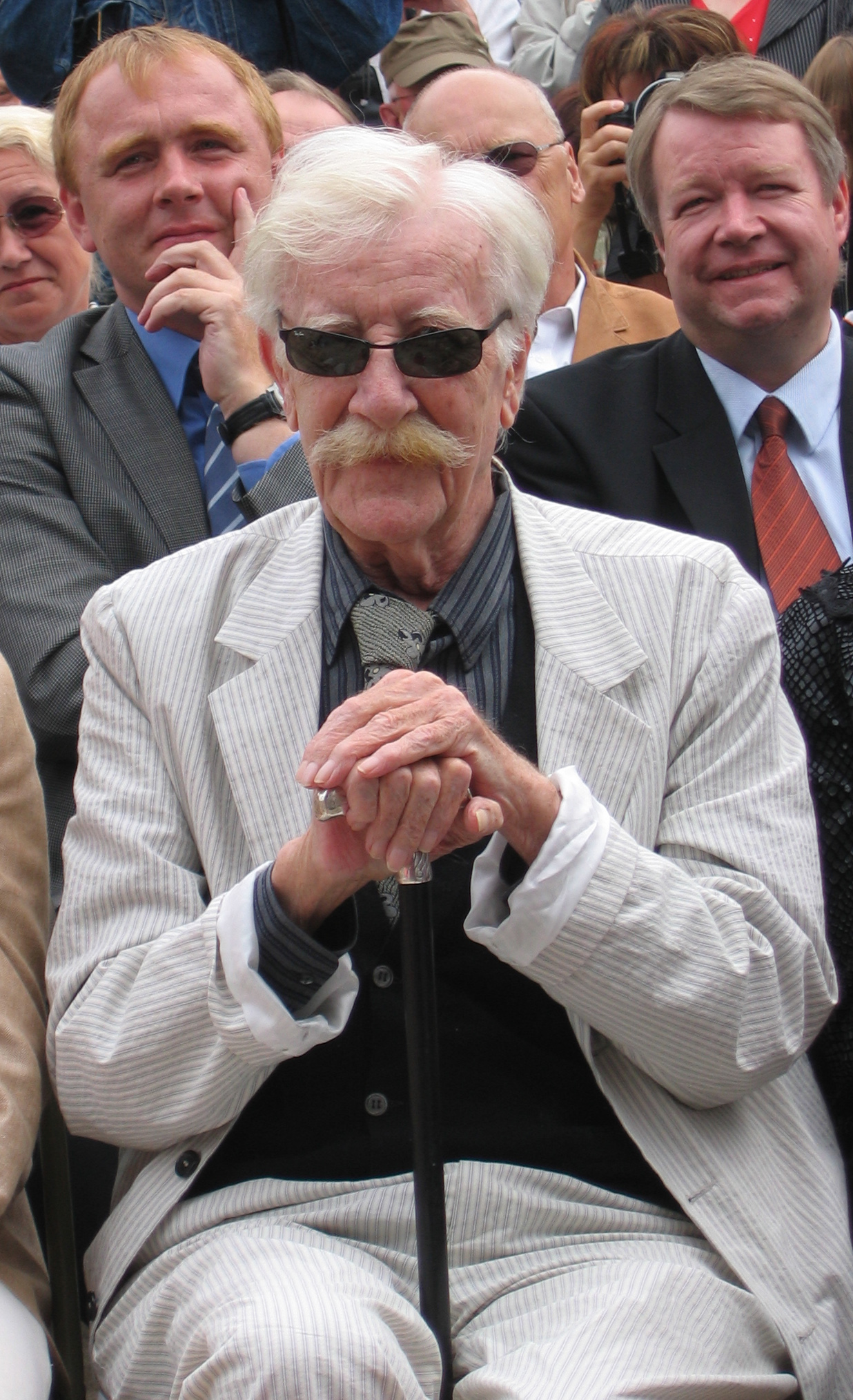
Paul Wunderlich (1927–2010)

- Wunderlich, Paul von (1844–1930), deutscher lutherischer Theologe
- Wunderlich, Pauline, Teilnehmerin des Dresdner Maiaufstands 1849
- Wunderlich, Petra (* 1954), deutsche Fotokünstlerin
- Wunderlich, Pia (* 1975), deutsche Fußballspielerin
- Wunderlich, Renner (* 1947), US-amerikanischer Filmproduzent und Regisseur
- Wunderlich, Richard (1902–1976), estnischer Innenarchitekt und Möbeldesigner
- Wunderlich, Rosalie (1907–1990), österreichische Botanikerin
- Wunderlich, Rudolf (1912–1988), deutscher Politiker (KPD) und Antifaschist
- Wunderlich, Sonja (* 1935), deutsche Gebrauchsgrafikerin
- Wunderlich, Sören (* 1979), deutscher Schauspieler
- Wunderlich, Stephan (* 1952), deutscher experimenteller Musiker
- Wunderlich, Thomas (* 1955), österreichischer Geodät und Hochschullehrer
- Wunderlich, Thomas (* 1979), deutscher Seefahrer, Kapitän der Polarstern
- Wunderlich, Thomas Günther (1774–1852), deutscher Kaufmann und Bürgermeister der Hansestadt Lübeck
- Wunderlich, Tina (* 1977), deutsche FußballspielerinTina Wunderlich (* 1977)

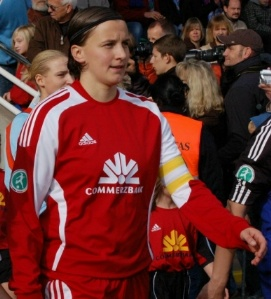
Tina Wunderlich (* 1977)

- Wunderlich, Walter (1910–1998), österreichischer Mathematiker
- Wunderlich, Werner (1926–2013), deutscher Jazzjournalist und Hörfunkmoderator
- Wunderlin, Marcel (1921–1987), Schweizer Grafiker, Reklameberater, Autor, Mundartdichter und Radio-Redaktor
- Wunderlin, Marisa (* 1987), Schweizer Fussballspielerin und -trainerin
- Wunderlin, Siegfried (1858–1931), Schweizer Theaterauthor
- Wunderling-Weilbier, Matthias (* 1963), deutscher Politiker (SPD)
- Wunderly-von Muralt, Hans (1842–1921), Schweizer Industrieller und Politiker
- Wunderwald, August Leberecht (1834–1913), deutscher Bergbauingenieur und Badedirektor
- Wunderwald, Erich (1903–1988), deutscher Mundartdichter des Osterzgebirges
- Wunderwald, Gustav (1882–1945), deutscher Maler und Bühnenbildner
- Wunderwald, Pavla (* 1969), tschechisch-deutsche Basketballspielerin
- Wunderwald, Wilhelm (1870–1937), deutscher Landschaftsmaler, Figurenmaler und Stilllebenmaler der Düsseldorfer Schule
- Wündisch, Amalie (1875–1956), deutsche Frauenrechtlerin, Sozialarbeiterin und Kommunalpolitikerin
- Wündisch, Bernhard (* 1948), deutscher Finanzbeamter und Politiker (SED), Oberbürgermeister von Frankfurt (Oder) (1990)
- Wündisch, Ernst (1883–1955), deutscher Verwaltungsbeamter
- Wündisch, Fritz (1910–1994), deutscher Jurist und Heimatforscher
- Wundrak, Christoph (* 1958), österreichischer Jazzmusiker (Trompete, Flügelhorn, Euphonium, Tuba) und Komponist
- Wundrak, Joachim (* 1955), deutscher General und Politiker (AfD)Joachim Wundrak (* 1955)

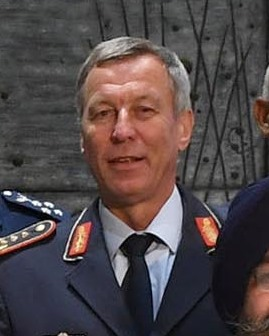
Joachim Wundrak (* 1955)

- Wundram, Franz Friedrich († 1802), Seidenbau- und Ziegelei-Verwalter der staatlichen, landesherrlichen, Königlich Großbritannischen und Kurfürstlich Braunschweig-Lüneburgischen Ziegelei in Herrenhausen
- Wundram, Manfred (1925–2015), deutscher Kunsthistoriker und Hochschullehrer
- Wündrich, Minna (* 1983), deutsche Schauspielerin und Hörspielsprecherin
- Wündrich, Philipp (* 1980), deutscher Architekt
- Wundsam, Othmar (1922–2014), österreichischer Zeitzeuge über die NS-Zeit, Widerstandskämpfer und Künstler
- Wundsch, Johann Karl Philipp (* 1850), deutscher Reichsgerichtsrat
- Wundshammer, Benno (1913–1986), deutscher Journalist und Fotograf
- Wundt, Jakob (1787–1844), deutscher Verwaltungsbeamter
- Wundt, Johann Friedrich (1822–1889), badischer Landtagsabgeordneter
- Wundt, Max (1879–1963), deutscher Philosoph
- Wundt, Theodor von (1778–1850), württembergischer Generalmajor
- Wundt, Theodor von (1825–1883), württembergischer Generalleutnant und Kriegsminister (1874–1883)
- Wundt, Theodor von (1858–1929), württembergischer Generalleutnant, Bergsteiger und Schriftsteller
- Wundt, Walter (1883–1967), deutscher Lehrer, Geograph und Hydrologe
- Wundt, Wilhelm (1832–1920), deutscher Philosoph und Psychologe

### Wune
- Wuneng, Yang (* 1938), chinesischer Germanist, Übersetzer, Schriftsteller und Hochschullehrer

### Wuni
- Wunibald (701–761), Heiliger, Abt von Heidenheim

### Wunn
- Wunn, Andreas (* 1975), deutscher Fernsehmoderator und JournalistAndreas Wunn (* 1975)

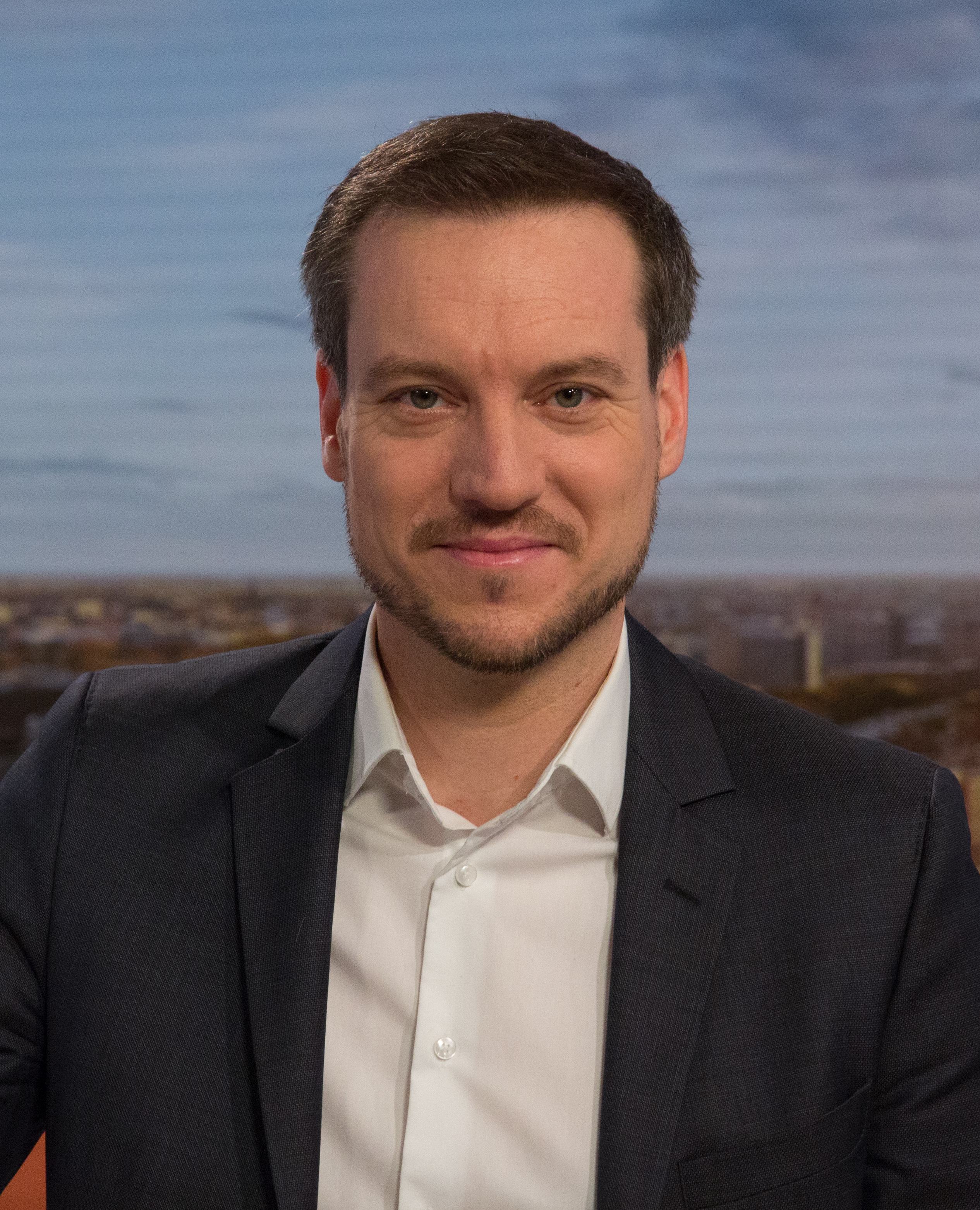
Andreas Wunn (* 1975)

- Wunn, Ina (* 1954), deutsche Religionswissenschaftlerin und Philosophin, Islam-Kennerin
- Wunna, Chrissie (* 1980), britische Schauspielerin, Bloggerin und Model
- Wünnemann, Bernd (* 1951), deutscher Geograph
- Wünnemann, Klaus (* 1962), deutscher Veterinär, Direktor des Heidelberger Zoos
- Wünnenberg, Alfred (1891–1963), deutscher Offizier, SS-Obergruppenführer und Generalleutnant der Waffen-SS und Polizei
- Wünnenberg, Carl (1850–1929), deutscher Maler
- Wünnenberg, Walther (* 1818), deutscher Landschaftsmaler
- Wunnenstein, Wolf von († 1413), deutscher Niederadliger, Raubritter, Kreditgeber und Ministeriale
- Wunner, Sven Erik (1932–2013), deutscher Rechtswissenschaftler
- Wunnerlich, Hermann (1818–1903), deutscher Unternehmer und Politiker (NLP), MdR
- Wunnicke, Christine (* 1966), deutsche Schriftstellerin und ÜbersetzerinChristine Wunnicke (* 1966)

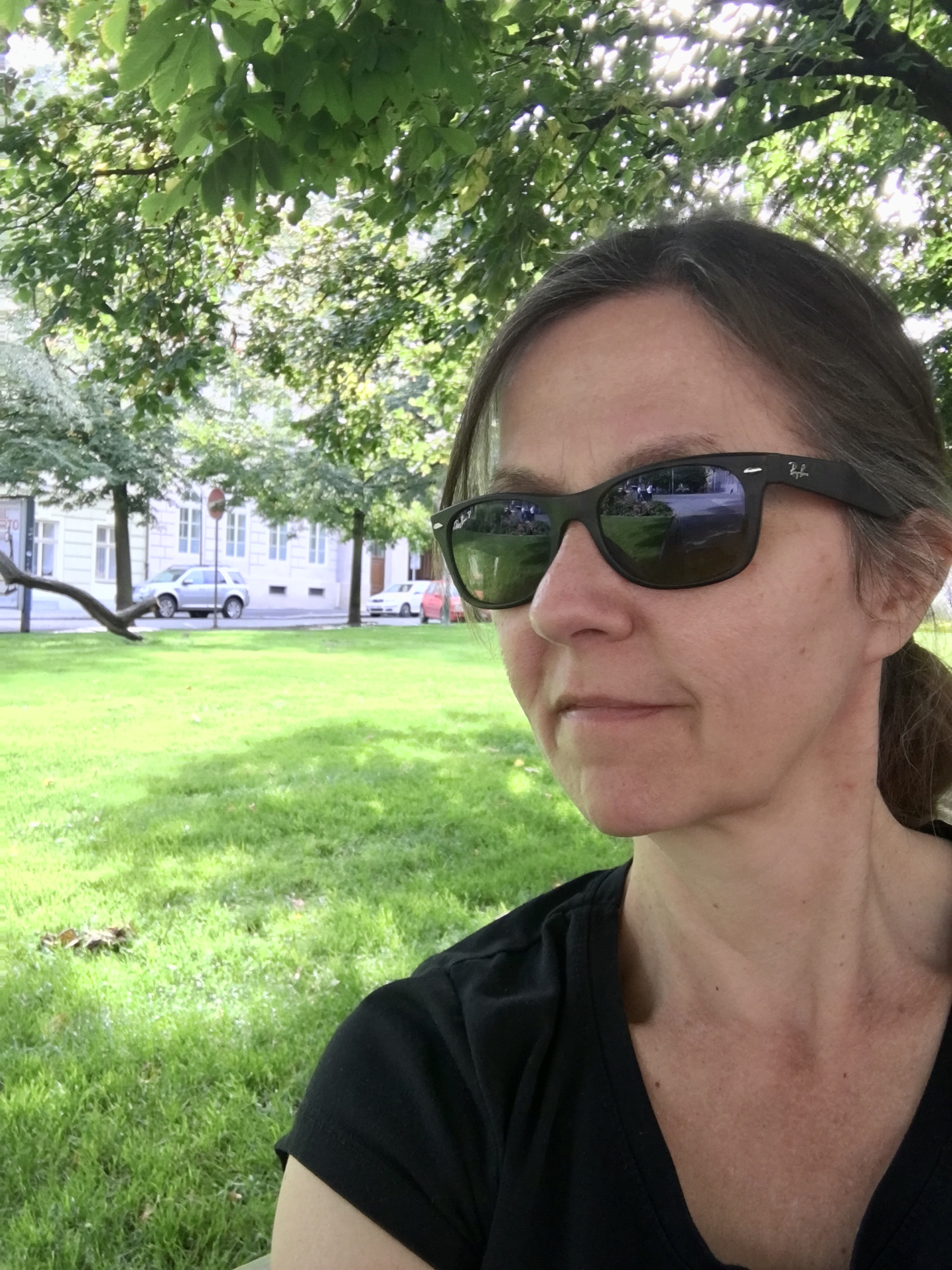
Christine Wunnicke (* 1966)

- Wünning, Georg (1948–2025), deutscher Orgelbauer und -restaurator
- Wünning, Joachim (1898–1944), deutscher Politiker (NSDAP), MdR und Marineoffizier

### Wunr
- Wunram, Ernst (1894–1975), deutscher Politiker (CDU), MdL
- Wunram, Finnia (* 1995), deutsche Becken- und Freiwasserschwimmerin

### Wuns
- Wunsch, Albert (* 1944), deutscher Erziehungswissenschaftler
- Wunsch, Alexander (* 1961), deutscher Arzt
- Wunsch, Alois, deutscher Landrat
- Wunsch, Axel (* 1941), deutscher Maler und Grafiker
- Wünsch, Bernhard (* 1965), deutscher Dirigent, Pianist und Arrangeur
- Wunsch, Carl (* 1941), US-amerikanischer Ozeanograph, Professor für physikalische Ozeanographie am Massachusetts Institute of Technology
- Wunsch, Carl Anton (1790–1853), deutscher Mediziner
- Wünsch, Carl Heinrich (1779–1855), deutscher Architekt und Baumeister, hannoverscher und mecklenburgischer Baubeamter
- Wünsch, Carsten (* 1972), deutscher Kommunikationswissenschaftler
- Wünsch, Christian Ernst (1744–1828), deutscher Mathematiker und Physiker
- Wunsch, Cornelia (* 1961), deutsche Altorientalistin
- Wünsch, Dagmar (* 1954), deutsche Juristin und ehemalige Richterin
- Wünsch, Dieter (* 1935), deutscher Maschinenbauer und Hochschullehrer
- Wünsch, Dieter (1952–2019), deutscher Fußballspieler und -trainer
- Wünsch, Edmund (* 1894), deutscher Lautensänger und Komponist aus dem Erzgebirge
- Wünsch, Erich (1923–2013), deutscher Chemiker
- Wünsch, Ernst (* 1951), österreichischer Schriftsteller
- Wunsch, Euphrosina (1678–1738), Äbtissin von Lichtenthal
- Wünsch, Falk (* 1997), deutscher Komponist und Musiker
- Wunsch, Frank (* 1945), deutscher Jazzpianist
- Wunsch, Franz (1864–1964), deutscher Richter
- Wunsch, Franz (1922–2009), österreichischer SS-Unterscharführer und Wachmann im KZ Auschwitz
- Wünsch, Georg (1887–1964), evangelischer Theologe und Kirchenpolitiker
- Wunsch, Gerhard (1924–2020), deutscher Elektrotechniker und Professor für Elektrotechnik
- Wünsch, Gerold (1938–2010), deutscher Chemiker
- Wünsch, Guido (1887–1955), deutscher Ingenieur
- Wunsch, Hedwig (1934–2016), österreichische Tischtennisspielerin
- Wunsch, Herbert (1917–1970), österreichischer Tischtennisspieler
- Wunsch, Hermann (1884–1954), deutscher Komponist, Dirigent, Musiktheoretiker und Hochschullehrer
- Wunsch, Hermann (1927–2023), deutscher Verwaltungswissenschaftler, Gründungsrektor der Hochschule Kehl
- Wünsch, Hermann (* 1932), deutscher Fußballspieler
- Wünsch, Horst (1934–2016), österreichischer Jurist und Hochschullehrer
- Wünsch, Ingo (* 1965), deutscher Polizeibeamter
- Wunsch, Johann Jakob von (1717–1788), königlich preußischer General der Infanterie
- Wünsch, Karl (1793–1837), deutscher Jurist
- Wunsch, Kurt (1904–1963), deutscher Standfotograf und Kameramann
- Wünsch, Marianne (* 1942), deutsche Germanistin
- Wunsch, Marie (1862–1898), österreichische Malerin
- Wunsch, Matthias, deutscher Philosoph
- Wünsch, Mia, deutsche Reiterin der Special Olympics
- Wunsch, Nicholas (* 2000), österreichischer Fußballspieler
- Wunsch, Noah (* 1970), deutscher Maler, Fotograf und Modeschöpfer
- Wunsch, Olivia (* 2006), australische Schwimmerin
- Wunsch, Oskar (1862–1940), österreichischer Politiker (CSP), Abgeordneter zum Nationalrat
- Wünsch, Richard (1869–1915), deutscher Klassischer Philologe und Religionswissenschaftler
- Wunsch, Richard (1869–1911), deutscher Mediziner und Leibarzt am koreanischen Kaiserhof
- Wünsch, Siegfried (* 1950), deutscher Fußballspieler
- Wunsch, Svenja (* 2000), deutsche Handballspielerin
- Wünsch, Thomas († 2012), deutscher Theaterregisseur
- Wünsch, Thomas (* 1962), deutscher Historiker
- Wünsch, Thomas (* 1969), deutscher Jurist und Politiker (SPD)
- Wünsch, Uwe (* 1963), deutscher Skilangläufer
- Wunsch, Vanessa (* 1971), deutsche Schauspielerin, Moderatorin und Synchronsprecherin
- Wunsch, Walther (1900–1982), deutscher Ingenieur und Industrieller
- Wünsch, Walther (1908–1991), österreichischer Musikwissenschaftler, Hochschullehrer, Musikpädagoge, Musikschuldirektor, Geiger und Bratschist
- Wünsch, Wolfgang (1926–2020), deutscher Musikpädagoge und Komponist
- Wünsch, Wolfgang (1929–2021), deutscher Kirchenmusiker
- Wünsch-Kästel, Gretel (* 1935), deutsche Schlagersängerin
- Wunsch-König, Ali (1927–2008), deutsche Schauspielerin, Gründerin und Leiterin einer Schauspielschule
- Wunsch-Weber, Eva (* 1964), deutsche Bankmanagerin und Vorstandsvorsitzende der Frankfurter Volksbank eG
- Wünsche, Anne (* 1991), deutsche Laiendarstellerin und Youtuberin
- Wünsche, August (1838–1912), deutscher Theologe und Judaist
- Wünsche, Emil (1864–1902), deutscher Unternehmer in der Fotoindustrie
- Wünsche, Eva Maria (* 1952), deutsche Politikerin (DDR-CDU, CDU), MdL
- Wünsche, Florian (* 1991), deutscher SchauspielerFlorian Wünsche (* 1991)

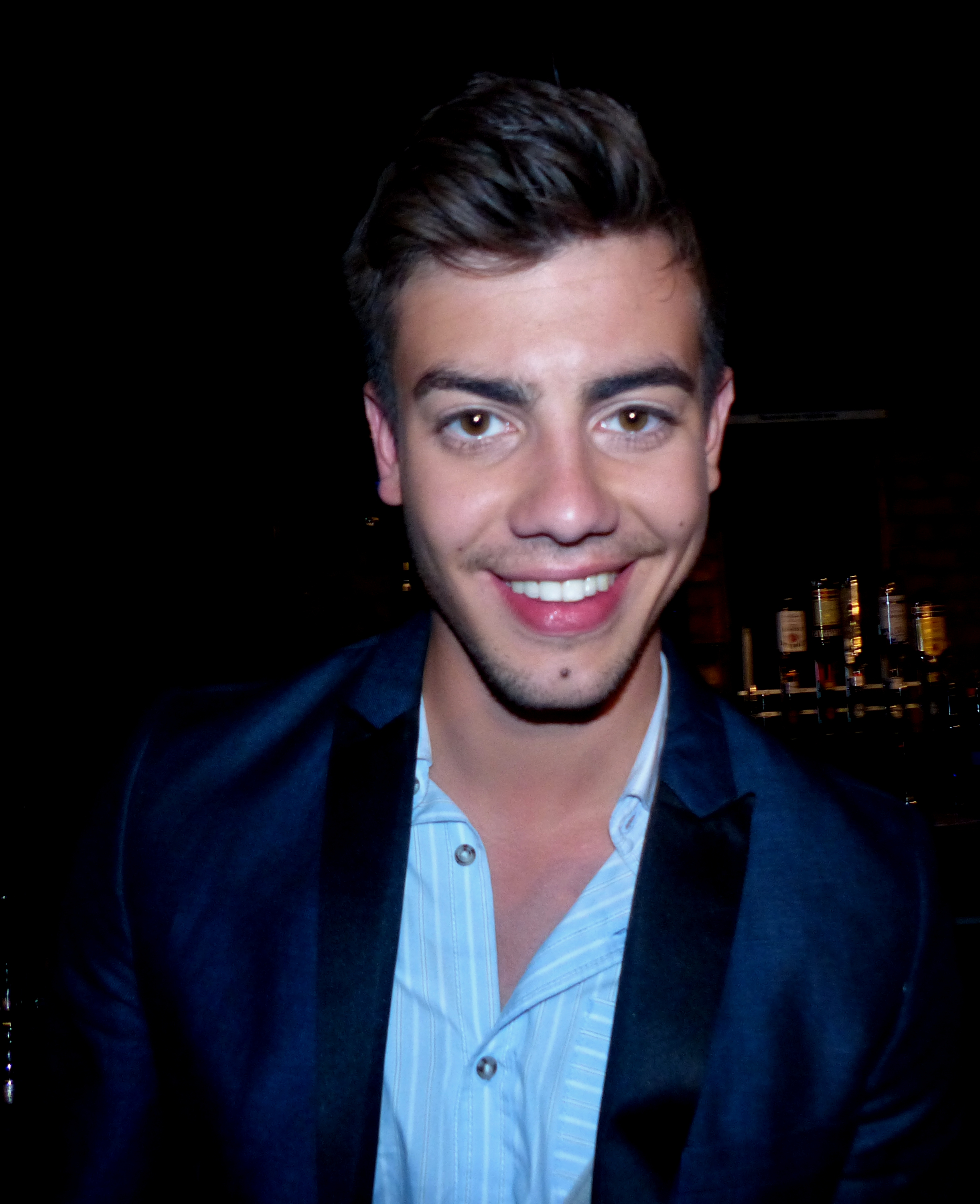
Florian Wünsche (* 1991)

- Wünsche, Gert (* 1941), deutscher Fußballspieler
- Wünsche, Günter (1931–1996), deutscher Lyriker, Prosa-, Hörspiel- und Drehbuchautor
- Wünsche, Harry (1929–2008), deutscher Völkerrechtler in der DDR
- Wünsche, Katja (* 1981), deutsche Balletttänzerin
- Wünsche, Konrad (1928–2012), deutscher Lehrer, Erziehungswissenschaftler und Schriftsteller
- Wünsche, Kurt (1902–1994), deutscher Maler und Grafiker
- Wünsche, Kurt (1929–2023), deutscher LDPD-Funktionär, MdV, Minister der Justiz der DDR
- Wünsche, Lucia († 1962), deutsche Dekorkünstlerin
- Wünsche, Mathias (* 1957), deutscher Schriftsteller, Musiker, Komponist
- Wünsche, Max (1914–1995), deutscher SS-Standartenführer
- Wünsche, Otto (1884–1919), deutscher U-Boot Kommandant
- Wünsche, Paul (1922–2016), deutscher Politiker (CSU), MdL
- Wünsche, Peter (* 1954), deutscher römisch-katholischer Priester, Theologe
- Wünsche, Raimund (* 1944), deutscher Klassischer Archäologe
- Wünsche, Rudi (1925–2015), deutscher Maler und Gebrauchsgrafiker
- Wünsche, Siegfried (1916–2000), deutscher Motorradrennfahrer
- Wünsche, Wieland (* 1955), deutscher Fußballspieler
- Wünsche, Wolfgang (1926–2008), deutscher Sportler und Journalist
- Wünsche, Wolfgang (1938–2018), deutscher Eishockeyspieler und -trainer
- Wünsche-Mitterecker, Alois (1903–1975), deutscher Maler und Bildhauer
- Wünsche-Werdehausen, Elisabeth, deutsche Kunsthistorikerin, Kunstführerautorin und Übersetzerin
- Wunschel, Fritz (1891–1945), deutscher Jurist und Richter am Reichsverwaltungsgericht
- Wunschel, Hans (* 1911), deutscher Tontechniker
- Wünschel, Hans-Jürgen (* 1947), deutscher Historiker
- Wünscher, Marianne (1930–1990), deutsche Schauspielerin
- Wunschik, Tobias (* 1967), deutscher Historiker, Publizist und Politikwissenschaftler
- Wunschinski, Ralf (* 1965), deutscher Politiker (CDU), MdL
- Wünschmann, Arnfrid (* 1935), deutscher Zoologe und Zoodirektor
- Wünschmann, Georg (1868–1937), deutscher Architekt
- Wünschmann, Kim, deutsche Historikerin
- Wünschmann, Martin (* 1957), deutscher Pädagoge und Politiker (CDU), MdVK
- Wünschmann, Theodor (1901–1992), deutscher Kapellmeister und Komponist
- Wünschmann, Werner (* 1930), deutscher Politiker (CDU), MdV
- Wünstel, Adolf (1892–1974), Politiker Rheinland-Pfalz
- Wunstorf, Harry (1927–2011), deutscher Fußballtorhüter
- Wunstorp, Johan († 1483), deutscher Jurist und Ratssekretär der Hansestadt Lübeck

### Wunt
- Wuntsch, Michael von (* 1946), deutscher Wirtschaftswissenschaftler, Hochschullehrer und Sachbuchautor
- Wuntschek, Thomas (* 1970), österreichischer Fußballspieler und Trainer

### Wunz
- Wunz King (1892–1968), chinesischer Diplomat
- Wünzer, Rudolf (1862–1929), deutscher Jurist, Politiker (NLP, DVP) und ehemaliger Abgeordneter des Landtags des Volksstaates Hessen in der Weimarer Republik
- Wünzer, Theodor (1831–1897), deutscher Schauspieler, Regisseur und Theaterintendant